# Bichelsee-Balterswil
Bichelsee-Balterswil (toponimo tedesco) è un comune svizzero di 2 820 abitanti del Canton Turgovia, nel distretto di Münchwilen.

## Storia
Il comune di Bichelsee-Balterswil è stato istituito il 1º gennaio 1996 con l'aggregazione di comuni soppressi di Balterswil e Bichelsee; capoluogo comunale è Bichelsee.

## Società

### Evoluzione demografica
L'evoluzione demografica è riportata nella seguente tabella:
Abitanti censiti

## Geografia antropica

### Frazioni
- Balterswil[4]
  - Ifwil
  - Lochwies
  - Zielwies
- Bichelsee[2]
  - Höfli
  - Itaslen
  - Niederhofen am Bichelsee